# Jean-Denis Mandengué
Jean-Denis Mandengué – kameruński piłkarz grający na pozycji napastnika. W swojej karierze rozegrał 2 mecze w reprezentacji Kamerunu.

## Kariera klubowa
W swojej karierze piłkarskiej Mandengué grał w klubie Stade de Reims.

## Kariera reprezentacyjna
W reprezentacji Kamerunu Mandengué zadebiutował 12 sierpnia 1987 roku w przegranym 1:3 meczu  o 3. miejsce Igrzysk Afrykańskich 1987 z Malawi, rozegranym w Kasarani. W 1988 roku został powołany do kadry na Puchar Narodów Afryki 1988. Na tym turnieju rozegrał jeden mecz, grupowy z Kenią (0:0). Z Kamerunem został mistrzem Afryki. W kadrze narodowej od 1987 do 1988 wystąpił 2 razy.